# Giuseppe Durini
Le comte Giuseppe Durini (né à Milan en 1800 - mort à Novara le 21 octobre 1850) est un patriote et un homme politique italien. Membre du gouvernement de Milan au cours des cinq jours du 18 mars 1848 au 22 mars 1848, il représentera la Lombardie lors de la coalition des nouveaux États annexés. 

## Biographie
Diplômé en droit à Pavie, Giuseppe Durini commence sa carrière politique en 1831. Du 18 mars 1848 au 22 mars 1848, au terme des cinq jours de Milan, les Autrichiens sont chassés de Milan et de Venise. Les deux conseils du gouvernement sont remplacés par un gouvernement provisoire de Lombardie auto-proclamé et par l'instauration de la république de Saint-Marc. Membre provisoire  de la Congrégation provinciale de Milan, il se fait remarquer en adressant à la Congrégation provinciale de Venise une lettre garantissant, l'unité et l'indépendance de l'Italie.